# Xavier Péméja
Pas d'image ? Cliquez ici

a Compétitions nationales et continentales officielles uniquement.

Xavier Péméja, né le 4 juillet 1960 à Montauban (Tarn-et-Garonne), est un joueur puis entraîneur français de rugby à XV.
Il est entraîneur de l'US Montauban de 1992 à 2005 puis de 2011 à 2016. Il a été manager de l'USON Nevers.

## Biographie
Il commence à jouer au rugby à l'US Montauban en 1968, dans les équipes de jeunes puis intègre l'équipe fanion à partir de 1980 au poste de demi de mêlée qu’il tient pendant douze ans.
À partir de 1992, il est entraîneur de l'US Montauban en compagnie, tour à tour, de José Porcel, Serge Clèdes, Frédéric Faragou puis Laurent Labit. Il passe par l'Aviron bayonnais puis le CS Bourgoin-Jallieu avant de revenir à Montauban en 2011. Il se retire peu avant la fin de la saison 2015-2016. En septembre 2016, il devient le manager de Nevers en Fédérale 1 et fait monter le club en Pro D2 dès la première saison.
En juin 2008, il est invité à entraîner les Barbarians français avec Jean-François Beltran pour un match contre le Canada à Victoria. Les Baa-Baas l'emportent 17 à 7.

## Bilan en tant qu'entraîneur
| Saison      | Club                | Division     | Poste                 | Classement                                          | Coupe d'Europe | Challenge européen         |
| ----------- | ------------------- | ------------ | --------------------- | --------------------------------------------------- | -------------- | -------------------------- |
| 1992 - 1993 | US Montauban        | 2e division  | Entraîneur            |                                                     | -              | -                          |
| 1993 - 1994 | US Montauban        | 2e division  | Entraîneur            |                                                     | -              | -                          |
| 1994 - 1995 | US Montauban        | 2e division  | Entraîneur            |                                                     | -              | -                          |
| 1995 - 1996 | US Montauban        | 2e division  | Entraîneur            |                                                     | -              | -                          |
| 1996 - 1997 | US Montauban        | 2e division  | Entraîneur            |                                                     | -              | -                          |
| 1997 - 1998 | US Montauban        | 2e division  | Entraîneur            |                                                     | -              | -                          |
| 1998 - 1999 | US Montauban        | 2e division  | Entraîneur            | Défaite en finale d'Elite 2, montée en 1re division | -              | -                          |
| 1999 - 2000 | US Montauban        | 1re division | Entraîneur            | 12e du Groupe 1                                     | -              | -                          |
| 2000 - 2001 | US Montauban        | 2e division  | Entraîneur            | Champion de France de division 2                    | -              | -                          |
| 2001 - 2002 | US Montauban        | Top 16       | Entraîneur            | 6e du Groupe 1, 1er de la phase de maintien         | -              | Éliminé en poule           |
| 2002 - 2003 | US Montauban        | Top 16       | Entraîneur            | 8e de la poule 1, 3e de la phase de maintien        | -              | Éliminé en quart-de-finale |
| 2003 - 2004 | US Montauban        | Top 16       | Entraîneur            | 8e de la poule 2, 8e de la phase de maintien        | -              | Éliminé au 1er tour        |
| 2004 - 2005 | US Montauban        | Pro D2       | Entraîneur des avants | 2e, éliminé en demi-finale                          | -              | -                          |
| 2005 - 2006 | Aviron bayonnais    | Top 16       | Entraîneur des avants | 12e                                                 | -              | Éliminé en quart-de-finale |
| 2006 - 2007 | Aviron bayonnais    | Top 14       | Entraîneur des avants | 8e                                                  | -              | Éliminé en poule           |
| 2007 - 2008 | Aviron bayonnais    | Top 14       | Entraîneur des avants | 9e                                                  | -              | Éliminé en poule           |
| 2008 - 2009 | CS Bourgoin-Jallieu | Top 14       | Entraîneur des avants | 11e                                                 | -              | Défaite en finale          |
| 2009 - 2010 | CS Bourgoin-Jallieu | Top 14       | Entraîneur des avants | 11e                                                 | -              | Éliminé en quart-de-finale |
| 2010 - 2011 | CS Bourgoin-Jallieu | Top 14       | Entraîneur en chef    | 14e                                                 | -              | Éliminé en poule           |
| 2011 - 2012 | US Montauban        | Fédérale 1   | Entraîneur en chef    | Éliminé en quart-de-finale                          | -              | -                          |
| 2012 - 2013 | US Montauban        | Fédérale 1   | Entraîneur en chef    | Éliminé en demi-finale                              | -              | -                          |
| 2013 - 2014 | US Montauban        | Fédérale 1   | Entraîneur en chef    | Champion de France de Fédérale 1                    | -              | -                          |
| 2014 - 2015 | US Montauban        | Pro D2       | Entraîneur en chef    | 10e                                                 | -              | -                          |
| 2015 - 2016 | US Montauban        | Pro D2       | Entraîneur en chef    | 12e                                                 | -              | -                          |
| 2016 - 2017 | USON Nevers rugby   | Fédérale 1   | Entraîneur en chef    | Vainqueur de la finale d'accession en Pro D2        | -              | -                          |
| 2017 - 2018 | USON Nevers rugby   | Pro D2       | Entraîneur en chef    | 7e                                                  | -              | -                          |
| 2018 - 2019 | USON Nevers rugby   | Pro D2       | Entraîneur en chef    | 6e, éliminé en barrage                              | -              | -                          |
| 2019 - 2020 | USON Nevers rugby   | Pro D2       | Entraîneur en chef    | 5e (arrêt du championnat)                           | -              | -                          |
| 2020 - 2021 | USON Nevers rugby   | Pro D2       | Entraîneur en chef    | 7e                                                  | -              | -                          |
| 2021 - 2022 | USON Nevers rugby   | Pro D2       | Entraîneur en chef    | 4e, éliminé en demi-finale                          | -              | -                          |
| 2022 - 2023 | USON Nevers rugby   | Pro D2       | Entraîneur en chef    | 4e, éliminé en barrages                             | -              | -                          |

## Palmarès
Avec l'US Montauban
- Championnat de France de Pro D2 :
  - Vice-champion (2) : 1999 et  2001
- Championnat de France de 1re division fédérale :
  - Champion (1) : 2014

Avec le CS Bourgoin-Jallieu
- Challenge européen :
  - Finaliste (1) : 2009